# IC 31
IC 31 ist eine isolierte Spiralgalaxie vom Hubble-Typ Sa im Sternbild Fische auf der Ekliptik. Sie ist rund 431 Millionen Lichtjahre von der Milchstraße entfernt und hat einen Durchmesser von etwa 215.000 Lichtjahren. Vom Sonnensystem aus entfernt sich die Galaxie mit einer errechneten Radialgeschwindigkeit von näherungsweise 9.500 Kilometern pro Sekunde.
Im selben Himmelsareal befinden sich unter anderem die Galaxien PGC 1406056, PGC 1402113, PGC 1407843.
Das Objekt wurde am  28. November 1893 vom französischen Astronomen Stéphane Javelle entdeckt.